# 대구광역시기
대구광역시기는 대한민국 대구광역시를 상징하는 기이다. 현재 사용되고 있는 기는 1996년 10월 10일에 최초로 제정되었으며 2001년 12월 29일에 수정되었다.

## 디자인
초록색 바탕 가운데에 하얀색을 띤 대구광역시의 공식 로고가 그려져 있고 로고 하단에 "대구광역시"라는 하얀색 글자가 쓰여져 있다. 대구광역시의 공식 로고는 삼각형 3개와 타원을 기본으로 하여 디자인한 것이 특징인데 이는 대구광역시를 에워싸고 있는 팔공산과 낙동강을 뜻한다. 로고 하단에는 대구광역시를 뜻하는 "DAEGU"라는 하얀색 로마자가 쓰여져 있다. 전체적으로는 미래를 지향하는 진취성, 세계를 지향하는 개방성을 추구하는 활기에 가득찬 대구광역시의 이미지를 표현하고 있다.

2001년 12월 29일부터 현재까지 사용되고 있는 대구광역시의 로고

### 색상
| 색상    | 초록       | 하양        |
| ------- | ---------- | ----------- |
| CMYK    | 88–0–65–36 | 0–0–0–0     |
| RGB     | 20–163–57  | 255–255–255 |
| 웹 색상 | #13A439    | #FFFFFF     |

## 과거의 기

### 제1대 기 (1977년 ~ 1996년)

대구광역시기 (1977년 ~ 1996년 10월 9일)

1977년부터 1996년 10월 9일까지 사용된 대구광역시기는 파란색 바탕 가운데에 하얀색을 띤 대구광역시의 로고가 그려져 있는 기이다. 이 로고는 대구광역시가 일제강점기에 경상북도 대구부로 있던 1926년에 제정되었는데 "大邱"(대구)라는 한자를 휘장으로 구현한 것이 특징이다. 로고 가운데에는 태양을 뜻하는 점이 그려져 있다.

1926년부터 1996년 10월 9일까지 사용된 대구광역시의 로고

| 색상    | 파랑       | 하양        |
| ------- | ---------- | ----------- |
| CMYK    | 80–52–0–44 | 0–0–0–0     |
| RGB     | 28–69–143  | 255–255–255 |
| 웹 색상 | #1C458F    | #FFFFFF     |

### 제2대 기 (1996년 ~ 2001년)

대구광역시기 (1996년 10월 10일 ~ 2001년 3월 9일)

대구광역시기 (2001년 3월 10일 ~ 2001년 12월 28일)

1996년 10월 10일에 현재 사용되고 있는 대구광역시의 공식 로고가 제정되었다. 현재 사용되고 있는 대구광역시기의 디자인과는 비슷하지만 바탕색이 파란색이고 로고와 글자의 색이 금색인 것이 특징이다. 또한 대구광역시를 뜻하는 로마자가 매큔-라이샤워 표기법에 따라 "TAEGU"로 표기되어 있다. 2000년 7월 7일에 문화관광부(현재의 문화체육관광부)가 개정된 《국어의 로마자 표기법》을 고시함에 따라 대구광역시의 로마자 표기가 Taegu에서 Daegu로 바뀌었는데 대구광역시의 로고 또한 이를 반영하여 2001년 3월 10일을 기해 수정되었다.

1996년 10월 10일부터 2001년 3월 9일까지 사용된 대구광역시의 로고
2001년 3월 10일부터 2001년 12월 28일까지 사용된 대구광역시의 로고

| 색상    | 파랑        | 금색       |
| ------- | ----------- | ---------- |
| CMYK    | 100–39–0–29 | 0–23–64–16 |
| RGB     | 0–111–181   | 214–165–77 |
| 웹 색상 | #006FB5     | #D7A54D    |

## 같이 보기
- 대구광역시의 상징

## 참고자료
- 자치법규정보시스템 - 대구광역시기 등에 관한 조례
- 자치법규정보시스템 - 대구광역시 상징물 관리 조례